# Anna Xylaloe
Anna Xylaloe grec. Άννα (zm. ok. 1240) – cesarzowa Trapezuntu, pierwsza żona Manuela Komnena. 

## Życiorys
Jej ślub odbył się w 1235 roku. Z tego związku urodził się:
- Andronik II Komnen, cesarz Trapezuntu 1263-1266